# 大柏川

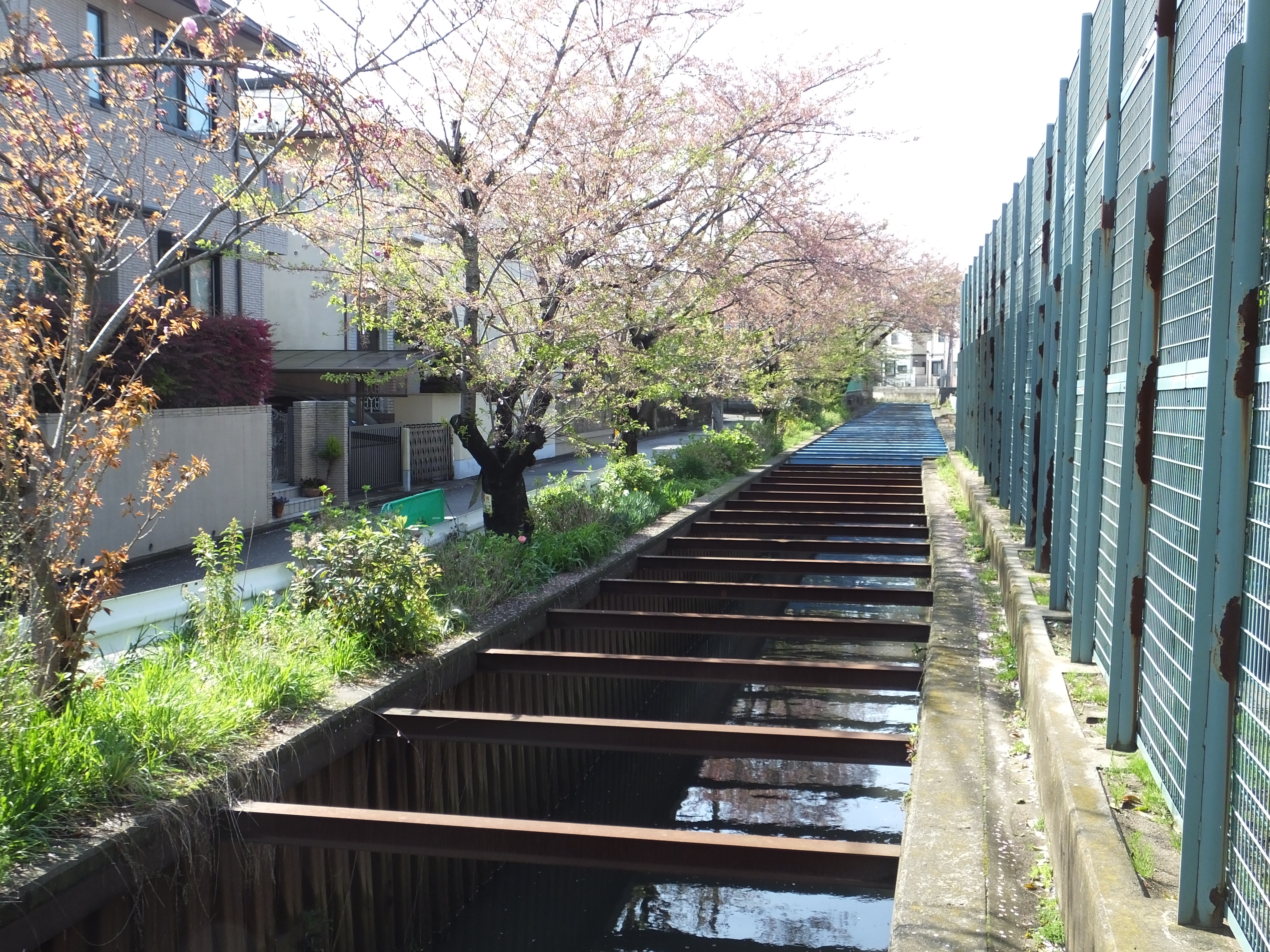
二和川

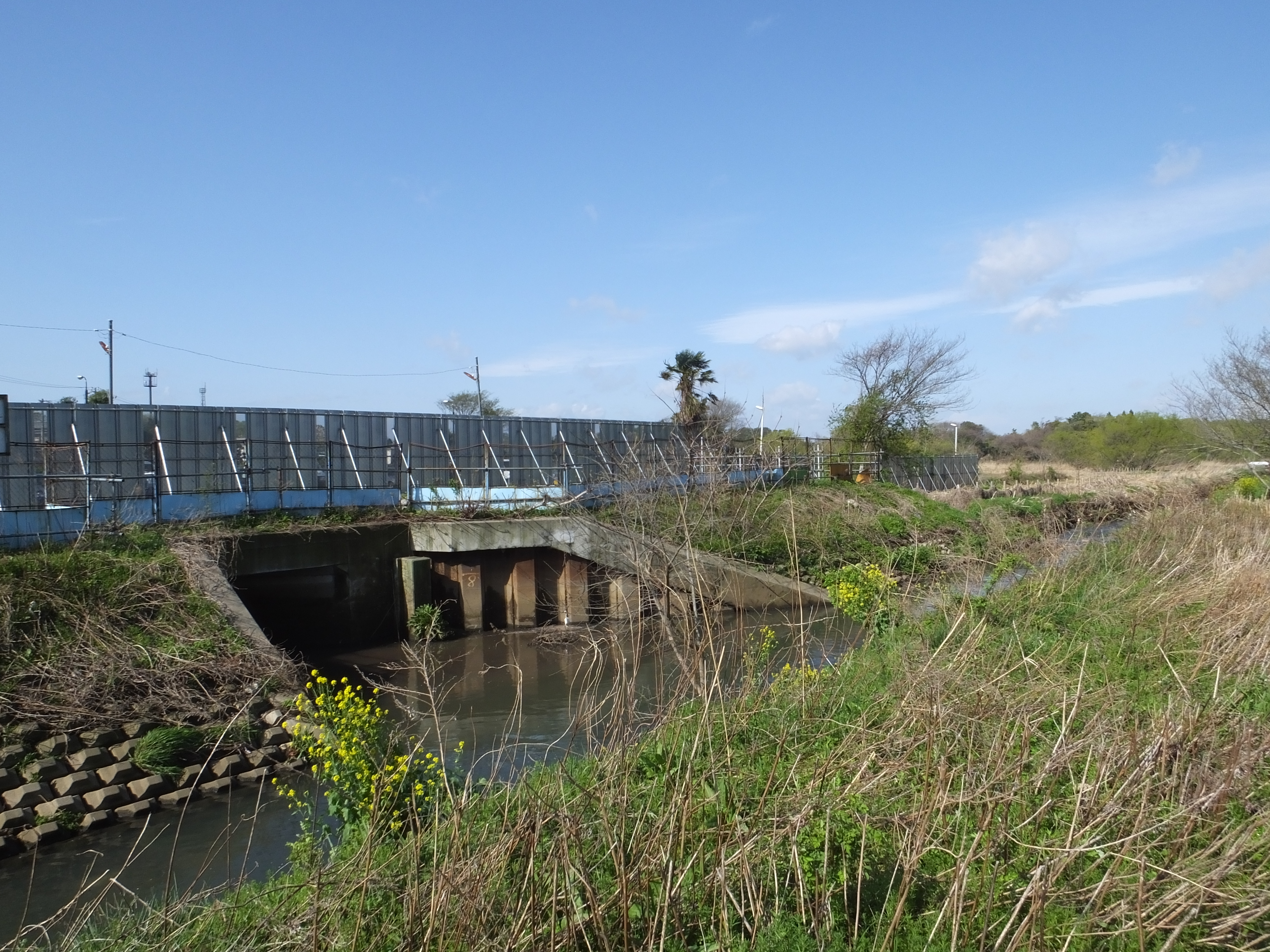
二和川バイパスの流入地点

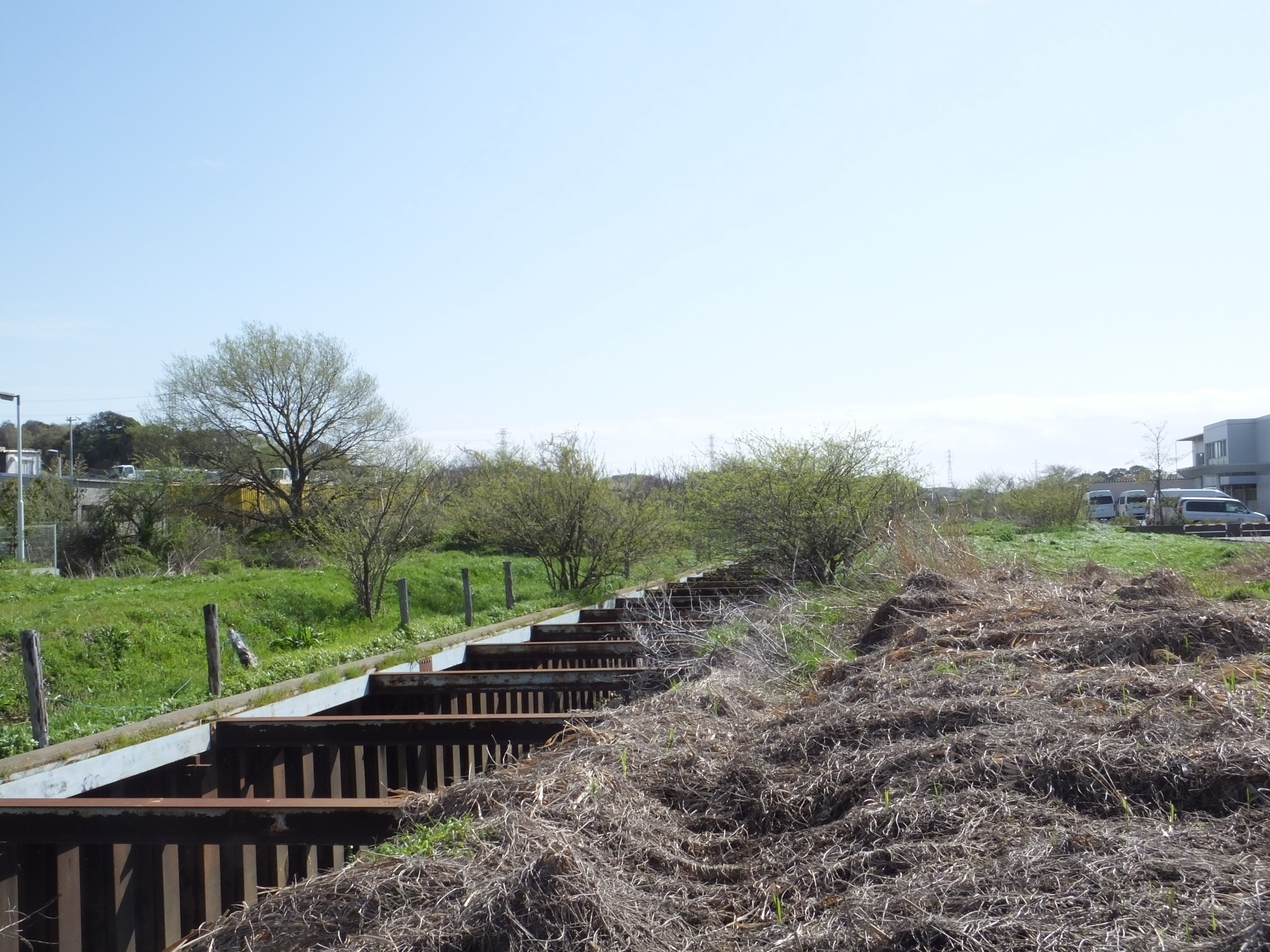
南山下橋より上流方。一帯が大柏川第2調節池の建設予定地である

大柏川（おおかしわがわ）は、千葉県鎌ケ谷市・市川市を流れる利根川水系の一級河川。

## 地理
鎌ケ谷市道野辺本町2丁目の道野辺第1貯留池（囃子水公園）を水源とし南西方向に流れる。鎌ケ谷グリーンハイツに入り、西道野辺の白旗橋付近で南から二和川を合わせる。二和川は船橋市二和東付近を水源とし、飛び地を含め入り組んだ鎌ケ谷市と船橋市の市境に沿って流れる河川であり、流路延長5,132mのうち鎌ケ谷市部3,912mのみ準用河川に指定されている。一般的には二和川合流地点より上流は「中沢川」と呼称され、大柏川はそこより河口までの一級河川指定区間（5,976m）を指す。中沢川区間は準用河川に指定されており、流路延長は2,355.2mである。
以降中沢付近で根郷川を北から合わせるとすぐに市川市に入り、河川幅が広がる。北方町付近で派川大柏川（全区間が一級河川指定）を分け、大柏川は八幡の浅間橋付近、派川大柏川は東菅野付近でそれぞれ真間川に合流する。
標高20m程度の台地にある源流部は東武野田線沿線を中心に宅地開発が進み、鎌ケ谷グリーンハイツ、船橋二和グリーンハイツ、牡鹿台ハイツ（二和川）のような大規模団地を抜けていく。中上流部になると宅地は少なく、果樹園が流域に目立つ。近辺はナシの一大産地である。下流部は再び住宅や団地の脇を流れるが、大柏川第一調節池緑地をはじめ左岸には桜並木が見られ、自然環境が人工的に整えられている。桜並木はかつて柏井町3丁目の商工団地付近から河口にあたる浅間橋まで約3.4kmにわたり植栽されていたが、河川改修に伴い一部が伐採され、現在は本北方橋までの約2.7kmに190本ほどが植栽されている。
また市川市内北部の台地は湧水が豊富で、特に大野町4丁目の大町公園（自然観察園）はスナヤツメやホトケドジョウなど多くの希少な生物が生息し自然豊かな湿地環境が形成されている。この大町公園の湧水は大柏川水路を通じ大柏川へ流入する。大柏川水路は市内でも最も良好な水辺環境を持つ水路の一つであり、コイ、ギンブナ、モツゴ、ヨシノボリ、カダヤシなどが確認されている。下流部でも宮久保や曽谷を中心に多くの湧水が存在しているが、宅地化により枯れたり水量が減少したりすることから施策が検討されている。

## 治水
大柏川は前述の通り源流部・中流部・下流部で流域の様子が異なり、それぞれの区間で様々な治水対策が行われている。大柏川は1965年（昭和40年）2月26日告示で河口から浜道橋までの2,885mが一級河川に指定された。だが包括的な河川整備の必要性から1982年（昭和57年）度以降指定区間延長の陳情・要望が続けられ、その結果1995年（平成7年）4月3日告示改正で一級河川指定区間が白旗橋まで2,726m延長され、現在の形になった。それ以前は浜道橋より上流については、市川市内に位置する1,621mが準用河川の大柏川であり、市境より上流の鎌ヶ谷市内は白旗橋より下流の区間も全て準用河川中沢川に含まれていた。

### 二和川・中沢川の整備
源流部は流域の開発が進んでいるが、下流部との兼ね合いで河川整備は進んでおらず洪水が起きやすい。二和川の他にも海老川水系の金杉川、桑納川水系の三咲川や大穴川、神崎川水系の二重川など二和近辺を水源としている河川は多く、大雨の際には排水管の流下能力不足でこれらの河川に雨水が正常に振り分けられず、浸水被害を起こしている。2002年（平成14年）11月から2003年（平成15年）3月にかけて排水管の分散整備は行われた。しかし二和川流域の貯留池の一つとして「船橋貯留池」が位置付けられているものの、他河川を含む船橋市内の改修整備や貯留施設の建設は費用対効果の面から現在検討段階にあり、緊急性を要する課題になっている。
住宅密集地である道野辺・馬込沢周辺では、二和川の東道野辺7丁目付近に二和貯留池（昭和60年度完成・貯留量5,040立方メートル）、道野辺付近に横下貯留池（平成4年度完成・貯留量12,000立方メートル）、そして中沢川には道野辺第1貯留池（昭和57年度完成・貯留量6,200立方メートル）・道野辺第2貯留池（平成11年度暫定完成・貯留量5,700立方メートル）が整備されている。また横上・横下土地区画整理事業に合わせ、浸水被害軽減のため牡鹿台ハイツから白旗橋より少し下った地点まで、鎌ヶ谷市道26号線・3852号線の地下に二和川バイパス（ボックスカルバート）を敷設した。1990年（平成2年）度に事業着手し、1991年（平成3年）度・1992年（平成4年）度に道野辺・横上・横下付近の398mに渡り工事を行った。1996年（平成8年）度より下流部619ｍ（総事業費15億910万円を船橋市が7割・鎌ヶ谷市が3割負担）の工事を開始し、2004年（平成16年）12月に完成、2005年（平成17年）度より供用開始した。この619mの区間については別に準用河川指定を受け、当該部のみ二和川本川と合わせ時間降雨量50ミリに対応できるようになった。だが大柏川の整備はまだ進行途中であるため放流制限が行われている。二和川も含め浸水被害がすぐに収まるわけではなく、バイパスが効果を発揮するのは大柏川部分の整備が済んでからと考えられている。
バイパス整備と並行して二和川（船橋市境まで）・中沢川の護岸改修も行われた。二和川では昭和40年代に整備されたコンクリート柵渠の老朽化が著しく、流下能力の向上とともにこれらの補強も進んでいる。

### 中上流部の整備
市川市・鎌ケ谷市境より根郷川合流地点までの640mは、1975年（昭和50年）度より1993年（平成5年）度まで国庫補助事業として河川整備が行われた。そこより白旗橋までの440mは一級河川指定区間延長後、千葉県主導で整備が進められている。更に下流部の負担軽減を目的に、1997年（平成9年）度以降白旗橋より南山下橋付近にかけて、鎌ケ谷市中沢・市川市柏井町4丁目・船橋市藤原8丁目の3市に跨る計画面積19ha・計画貯水量101,000立方メートルもの容量をもつ大柏川第2調節池の建設事業に着手した。2006年（平成18年）度より用地取得を開始し、現在も進められている。工法は現時点では検討段階にあるが、完成すると上流部も含め時間降雨量50ミリに対応できるようになる。この大柏川第2調節池は真間川流域整備計画の変更（2004年2月）の中で、河道改修部の延伸とともに位置付けられており、千葉県真間川改修事務所のもとで整備が行われている。2014年（平成26年）度までの事業予定で、総事業費約100億円を見込んでいる。
市川市内では浜道橋より上流の元準用河川区間1,621mについて、一級河川指定を機に市川市主導の都市基盤河川改修事業として、時間降雨量50ミリに対応可能な多自然型河川改修や橋の架け替えを進めている。

### 下流部の整備
北方町4丁目では、総合治水対策の一環として千葉県主導で1979年（昭和54年）度以降大柏川第1調節池の整備事業が進められた。計画面積16ha、計画貯水量254,000立方メートルの洪水調節機能を持つ。1994年（平成6年）度に決められた整備方針に基づき「自然環境創造型」で整備が進められ、1996年（平成8年）には水辺プラザ整備事業に登録された。2001年（平成13年）度より掘削工事が開始され、2005年（平成17年）度に完成。市街地内の貴重なオープンスペースという立地を活かし、調節池の一部は緑地として整備され2007年（平成19年）より一部（自然環境活用ゾーン）が一般市民に開放されている。詳細は大柏川第一調節池緑地を参照。
河川改修は真間川と同時に千葉県主体で行われ、浜道橋より下流について2001年（平成13年）度までに完了している。

### 派川大柏川
派川大柏川は全区間が一級河川に指定されている。かつては大柏川の洪水を分散する役割を果たしていたが、現在は専ら自己流域のみを受け持っている。真間川流域整備計画において河川改修事業は未着手のままであり、今後の河川改修も大柏川の本川を優先して行う方針となっている。そのため暫定的な治水対策として、1988年（昭和63年）に洪水浸水被害対策のため東菅野5丁目に東菅野暫定調整池（貯留量5,656立方メートル）が設置された。
川の両岸は矢板で保護されているが、河川幅はわずか4mほどで両脇の小さな歩道上に民家が密集している。河川整備を進めるため、1998年（平成10年）から2000年（平成12年）まで地域住民や地権者を対象に説明会を開いた後に、河川管理用通路の用地取得を進めている。また水質汚濁による悪臭やユスリカ発生、雑草の繁茂などの問題があるため、後述のような水質対策が行われている。

## 水質
大柏川の水質汚濁は長きにわたり唱えられてきた問題である。流域の生活雑排水が、流入先である真間川の水質にも影響を与えている。1995年（平成7年）度より2004年（平成16年）度まで、国庫補助事業として総事業費34億4,700万円（千葉県と国が半分ずつ負担）を費やし、柏井町4丁目の旧少年野球広場に大柏川浄化施設（5,077㎡）が建設された。2005年（平成17年）の供用開始以後、可動堰を利用し晴天時には1日あたり大柏川の全水量に匹敵する3万6000トンをBOD除去率70%で浄化している。完全地下式であるが遊水池としての機能を果たす空間も設けられている。
派川大柏川最上流部にも1998年（平成10年）から1999年（平成11年）にかけて浄化施設が設置されている。総事業費は2億1,800万円で、1日に2,400トンをBOD除去率約50%で浄化する。

## 支流
- 二和川
  - 法田川
- 二和川バイパス
- 根郷川（谷地川）
- 大柏川水路
- 派川大柏川（分流）

## 主な橋

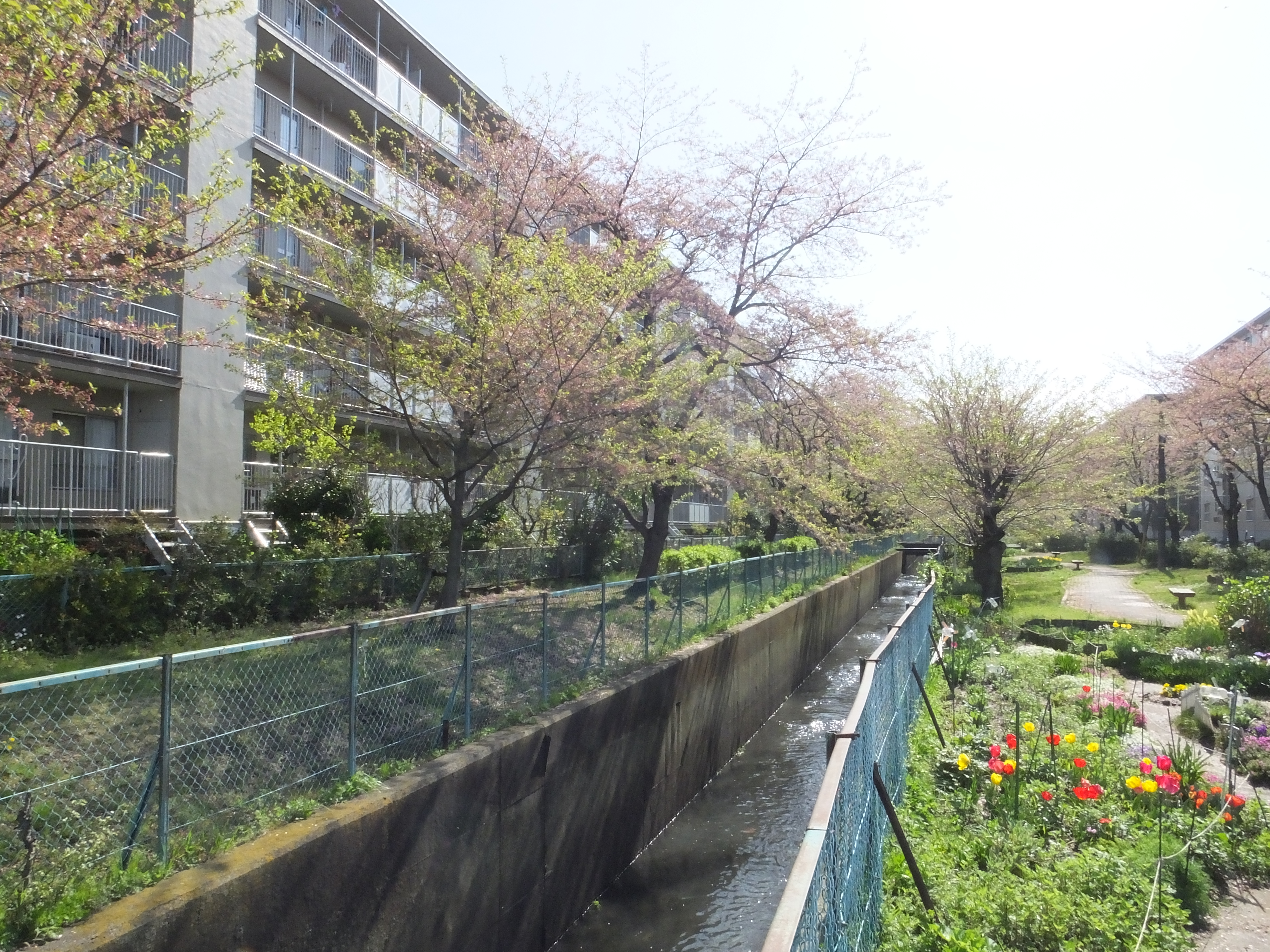
鎌ヶ谷グリーンハイツと中沢川

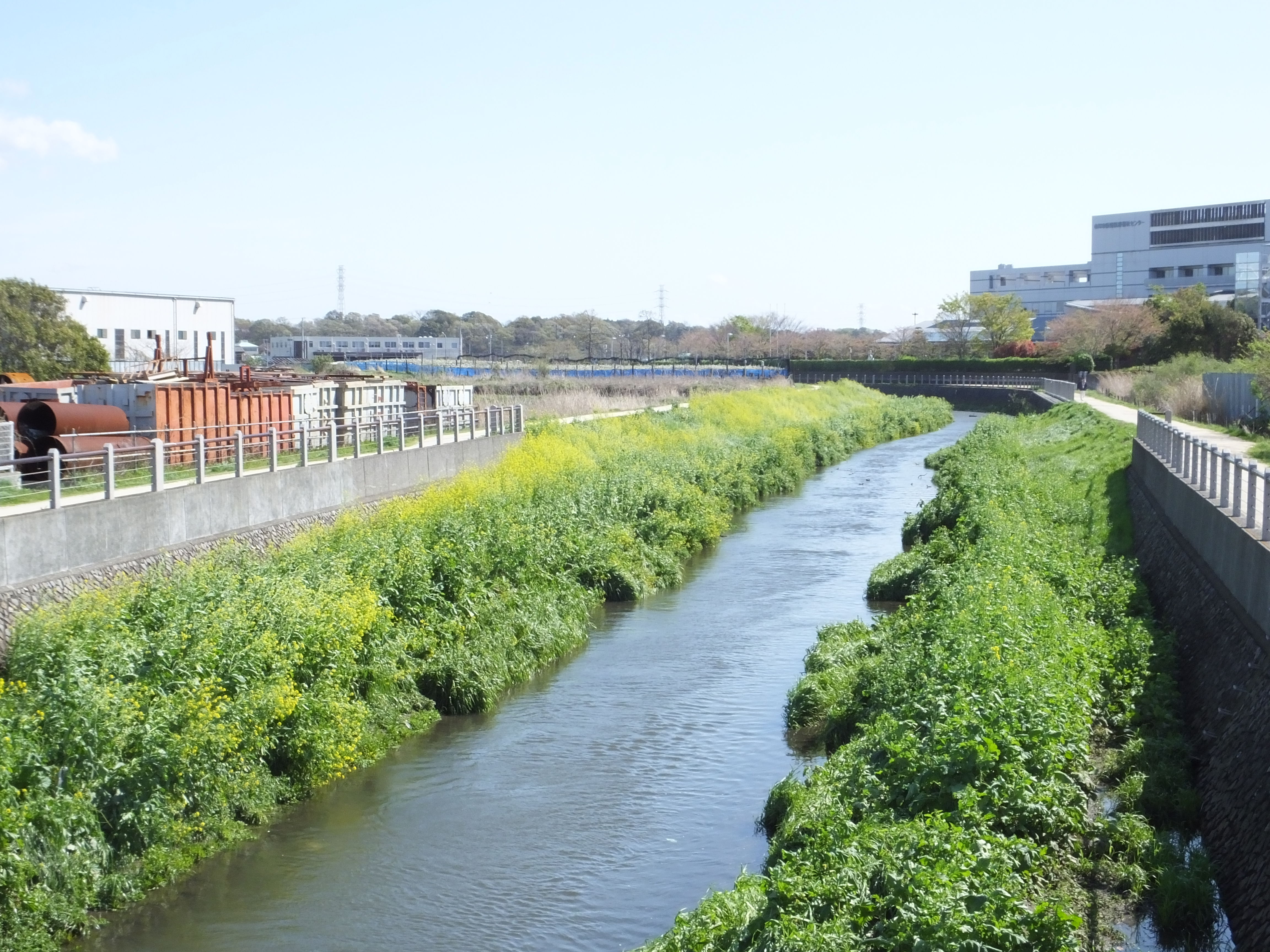
中流部（天神前橋より上流方）

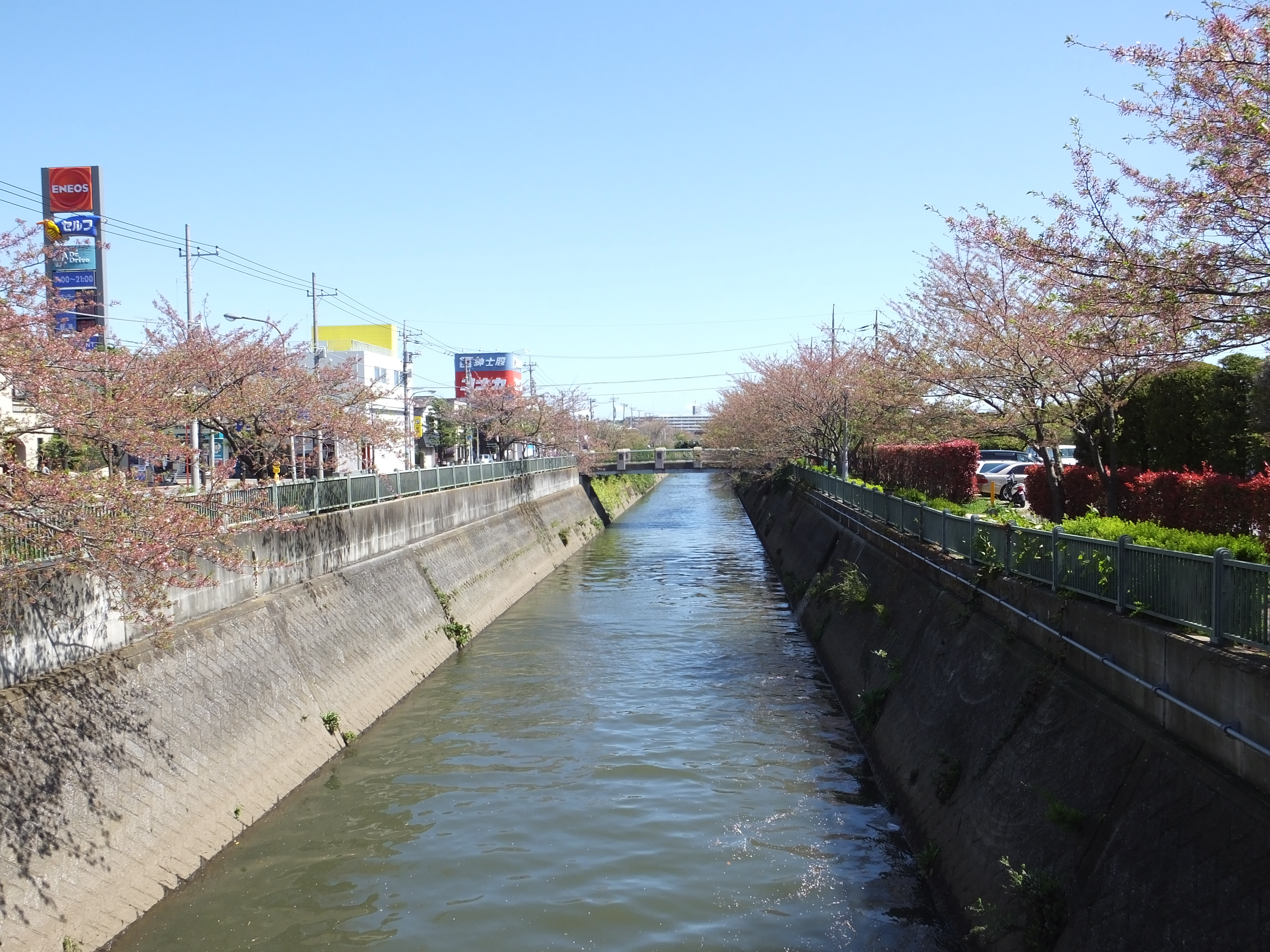
下流部（堀下橋より上流方）

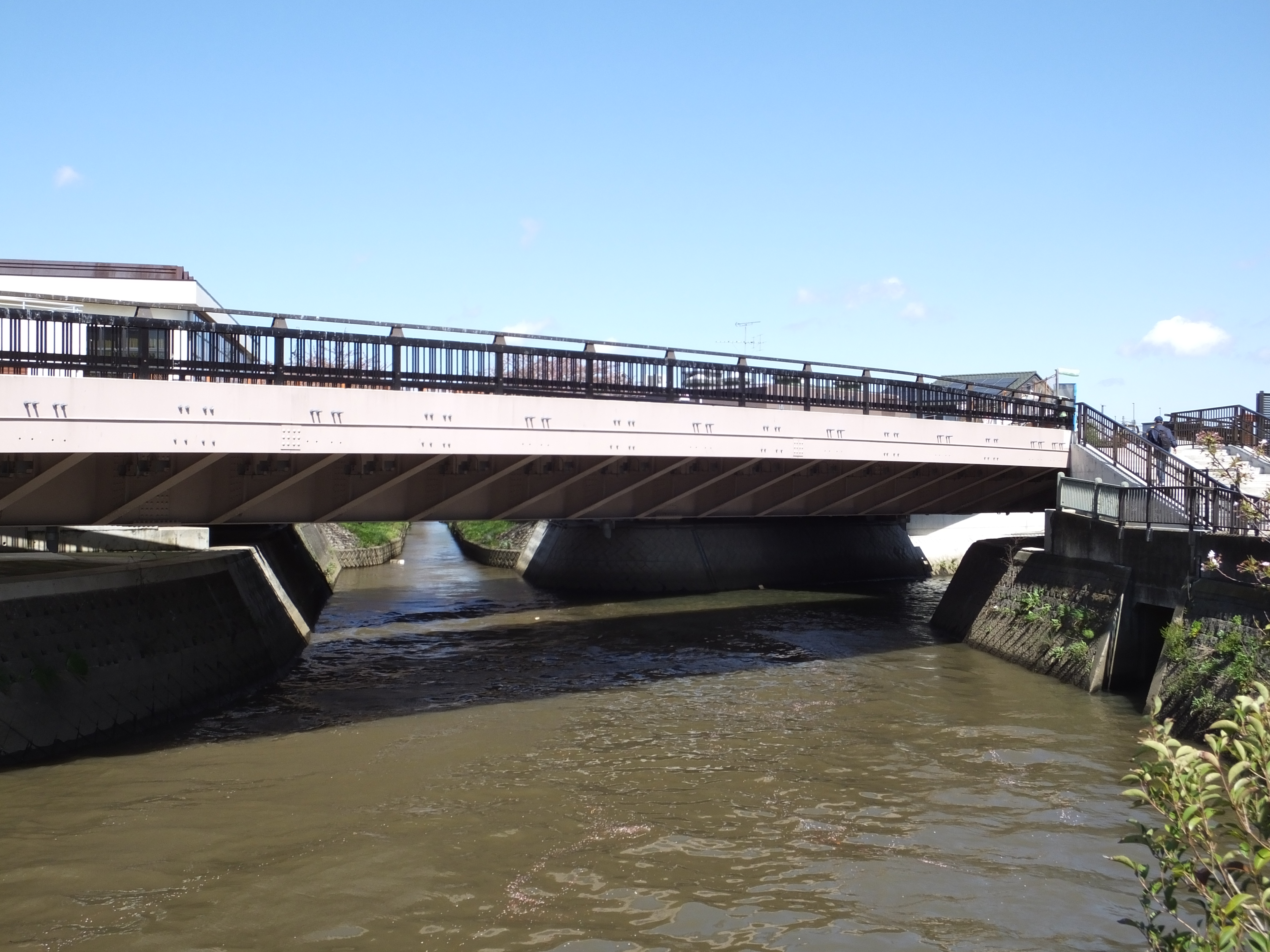
真間川への合流地点（浅間橋）

上流より記載
- 白旗橋
- 新橋
- 南山下橋
- 引地橋
- 新川橋
- 天神前橋
- 宿之下橋
- 杉之木下橋
- 浜道橋 - 千葉県道9号船橋松戸線
- 武蔵野線橋梁
- 倉沢橋
- 南小里橋
- 山之下橋
- 北割橋
- 貝之花橋
- 大柏橋 - 千葉県道180号松戸原木線
- 大割橋
- 川端橋
- 奥谷原橋
- 六割橋
- 小割橋
- 堀下橋
- 天神橋
- 本北方橋
- 桜見橋
- 木株橋
- 上浅間橋
- 浅間橋
- 美里橋（派川大柏川）
- 人道橋（派川大柏川）

## 参考資料
- 真間川改修事務所（千葉県）
- 大柏川水系の治水と景観に関する住民の意識調査（1993年、千葉工業大学）
- 船橋市議会会議録　平成16年第3回定例会第6号・1
- 鎌ヶ谷市議会会議録　平成5年6月定例会（第2回、6月14日）
- 鎌ヶ谷市議会会議録　平成15年3月定例会第1回（2月25日）
- 鎌ヶ谷市議会会議録　平成15年12月定例会第4回（12月2日）
- 市川市議会会議録　2003年2月第4日目（3月3日）
- 市川市議会会議録　2008年2月第13日目（3月21日）